# Joe Sowerbutts
Joseph John Sowerbutts (Londra, 1988) è un attore britannico, noto per aver interpretato la parte di Thomas Mortmain nel film Il profumo delle campanule e per aver doppiato la voce di Harry Potter nel videogioco Harry Potter e la pietra filosofale.

## Biografia
Joe Sowerbutts nasce a Londra, in Inghilterra, da Julia e Kevin Sowerbutts. Da bambino frequenta la scuola privata Latymer Upper School, situata a Hammersmith, zona occidentale della città di Londra.

### Carriera cinematografica e televisiva
Sowerbutts recita per la prima volta come attore professionista ne Il giro di vite, serie televisiva del 1999. Negli anni seguenti prende parte ad altre serie televisive: interpreta Harry Morant in The Inspector Lynley Mysteries e Alex Maclean in Doctors. Altre serie televisive in cui ha interpretato alcune parti sono Goodbye, Mr. Chips, The Lost Prince e due spin-off di L'erba di Grace. Nel 2003, invece, interpreta la parte di Thomas Mortmain in Il profumo delle campanule.
Nel 2001 ha doppiato le voci di Harry Potter, Draco Malfoy, Vincent Crabbe e Gregory Goyle nel videogioco Harry Potter e la pietra filosofale.
Sempre nel 2001, si ritiene che nel film Harry Potter e la Pietra filosofale, abbia doppiato alcune battute al posto dell'attore che interpretava il personaggio di Harry Potter, Daniel Radcliffe, perché quest'ultimo stesse affrontando dei cambiamenti di voce dovuti alla sua età adolescenziale. Tuttavia, un membro della Warner Bros. ha successivamente negato l'affermazione.
Nel 2017, infine, ha doppiato il personaggio di Matt Thompson nel videogioco Late Shift.

## Filmografia

### Attore

#### Cinema
- Il profumo delle campanule (I Capture the Castle), regia di Tim Fywell (2003)
- Pausa (Break Time, regia di Stuart J. Parkins (2012)
- Reti fantasma (Ghost Nets), regia di Mark Bousfield (2016)
- MX: Ihminen, regia di Sakari Lerkkanen (2019)

#### Televisione
- Il giro di vite (The Turn of the Screw), regia di Ben Bolt (1999)
- The Inspector Lynley Mysteries, (2022)
- Goodbye, Mr. Chips (2022)
- The Lost Prince, regia di Stephen Poliakoff (2003)
- Doc Martin and the Legend of the Cloutie (2003)
- Casualty, regia di Geraint Morris (2012)
- Doctors (2017)

### Doppiatore

#### Videogiochi
- Harry Potter e la pietra filosofale (2001)
- Late Shift (2017)